# Об'єднанська сільська рада
Об'єдна́нська сільська́ ра́да — адміністративно-територіальна одиниця та орган місцевого самоврядування в Новгород-Сіверському районі Чернігівської області. Адміністративний центр — село Об'єднане.

## Загальні відомості
- Територія ради: 46,146 км²
- Населення ради: 788 осіб (станом на 2001 рік)

## Населені пункти
Сільській раді підпорядковані населені пункти:
- с. Об'єднане
- с. Студинка
- с. Ушівка

## Склад ради
Рада складається з 12 депутатів та голови.
- Голова ради: Науменко Марія Миколаївна
- Секретар ради: Свириденко Тетяна Миколаївна

### Керівний склад попередніх скликань
| Прізвище, ім'я, по батькові      | Основні відомості                                                 | Дата обрання | Дата звільнення |
| -------------------------------- | ----------------------------------------------------------------- | ------------ | --------------- |
| Ірха Віра Іванівна               | Сільський голова, 1968 року народження, позапартійна              | 26.03.2006   | 31.10.2010      |
| Безкоровайний Михайло Григорович | Сільський голова, 1955 року народження, освіта вища, безпартійний | 31.10.2010   | 19.04.2013      |
| Науменко Марія Миколаївна        | Сільський голова, 1963 року народження, освіта вища, позапартійна | 15.12.2013   |                 |

Примітка: таблиця складена за даними сайту Верховної Ради України

### Депутати
За результатами місцевих виборів 2010 року депутатами ради стали:

#### За суб'єктами висування
| Суб'єкт висування | Кількість обраних депутатів | %   |
| ----------------- | --------------------------- | --- |
| Партія регіонів   | 12                          | 100 |

#### За округами
| № округу        | Прізвище, ім'я, по батькові     | Дата визнання обраним | Освіта  | Партійна приналежність | Відомості про обраного депутата                                                                                       |
| --------------- | ------------------------------- | --------------------- | ------- | ---------------------- | --- |
| Партія регіонів |                                 |                       |         |                        | |
| 1               | Сивоконь Антоніна Петрівна      | 01.11.2010            | вища    | член Партії регіонів   | Об'єднанська сільська рада, секретар сільської ради та виконкому                                                      |
| 2               | Картавий Анатолій Іванович      | 01.11.2010            | середня | член Партії регіонів   | тимчасово не працює                                                                                                   |
| 3               | Кравчук Людмила Павлівна        | 01.11.2010            | вища    | член Партії регіонів   | Об'єднанський фельдшерський пункт, завідувачка                                                                        |
| 4               | Васильєв Анатолій Володимирович | 01.11.2010            | середня | член Партії регіонів   | тимчасово не працює                                                                                                   |
| 5               | Науменко Олександра Миколаївна  | 01.11.2010            | середня | член Партії регіонів   | Об'єднанський сільський клуб, техпрацівниця                                                                           |
| 6               | Дмитриченко Віра Михайлівна     | 01.11.2010            | середня | член Партії регіонів   | пенсіонер |
| 7               | Коваленко Ганна Мойсеївна       | 01.11.2010            | вища    | член Партії регіонів   | Новгород-Сіверський територіальний центр соціального обслуговування (надання соціальних послуг), соціальний працівник |
| 8               | Вострухіна Ірина Миколаївна     | 01.11.2010            | середня | член Партії регіонів   | Філіал Ощадбанку, контролер                                                                                           |
| 9               | Свириденко Тетяна Миколаївна    | 01.11.2010            | вища    | член Партії регіонів   | Магазин кафе-бар, продавець                                                                                           |
| 10              | Дорош Сергій Іванович           | 01.11.2010            | вища    | член Партії регіонів   | Новгород-Сіверська підприємство ветеринарної медицини, ветеринарний лікар                                             |
| 11              | Ященко Олена Олександрівна      | 01.11.2010            | середня | член Партії регіонів   | Бібліотечний філіал, бібліотекар                                                                                      |
| 12              | Ворожбит Олександр Іванович     | 01.11.2010            | середня | член Партії регіонів   | Комунальне підприємство Об'єднанської сільської ради, скотар                                                          |